# Clitoria woytkowskii
Clitoria woytkowskii é uma espécie de legume da família Leguminosae.
Apenas pode ser encontrada no Peru.